# Фолештиј де Сус (Валча)
Фолештиј де Сус (рум. Foleștii de Sus) насеље је у Румунији у округу Валча у општини Томшани. Oпштина се налази на надморској висини од 381 m.

## Становништво
Према подацима из 2002. године у насељу је живело 729 становника, од којих су сви румунске националности.